# Evropské roky
Každý rok se Evropská unie rozhodne věnovat určitému tématu, aby podpořila debatu a dialog v rámci členských států i mezi nimi, čímž zvýší povědomí evropských občanů o konkrétním problému.

## Historie
Počínaje rokem 1983 si Evropský parlament a Rada Evropské unie každoročně vybírají téma na základě návrhu Evropské komise. Evropské roky jsou osvětovou kampaní, jejímž cílem je vzdělávat evropské občany a přilákat pozornost vlád členských států ke konkrétní problematice s cílem změnit postoje a chování na národní i evropské úrovni.

## Roky
| Roky | Název                                                         | Odkaz  |
| ---- | ------------------------------------------------------------- | ------ |
| 2023 | Evropský rok dovedností                                       |        |
| 2022 | Evropský rok mládeže                                          | [ 3 ]  |
| 2021 | Evropský rok železnice                                        | [ 4 ]  |
| 2020 | Žádný                                                         |        |
| 2019 | Žádný                                                         |        |
| 2018 | Evropský rok kulturního dědictví                              | [ 5 ]  |
| 2017 | Žádný                                                         |        |
| 2016 | Žádný                                                         |        |
| 2015 | Evropský rok pro rozvoj                                       | [ 6 ]  |
| 2014 | Evropský rok občanů                                           | [ 7 ]  |
| 2013 | Evropský rok občanů                                           | [ 7 ]  |
| 2012 | Evropský rok aktivního stárnutí                               | [ 8 ]  |
| 2011 | Evropský rok dobrovolnictví                                   | [ 9 ]  |
| 2010 | Evropský rok boje proti chudobě a sociálnímu vyloučení        | [ 5 ]  |
| 2009 | Evropský rok tvořivosti a inovací                             | [ 10 ] |
| 2008 | Evropský rok mezikulturního dialogu                           | [ 11 ] |
| 2007 | Evropský rok rovných příležitostí pro všechny                 |        |
| 2006 | Evropský rok mobility pracovníků                              |        |
| 2005 | Evropský rok občanství prostřednictvím vzdělávání             |        |
| 2004 | Evropský rok výchovy prostřednictvím sportu                   |        |
| 2003 | Evropský rok osob se zdravotním postižením                    |        |
| 2002 | Žádný                                                         |        |
| 2001 | Evropský rok jazyků                                           |        |
| 2000 | Žádný                                                         |        |
| 1999 | Evropský rok opatření k boji proti násilí páchanému na ženách |        |
| 1998 | Evropský rok místní a regionální demokracie                   |        |
| 1997 | Evropský rok boje proti rasismu a xenofobii                   |        |
| 1996 | Evropský rok celoživotního učení                              |        |
| 1995 | Evropský rok bezpečnosti silničního provozu a mladých řidičů  |        |
| 1994 | Evropský rok výživy a zdraví                                  |        |
| 1993 | Evropský rok seniorů a mezigenerační solidarity               |        |
| 1992 | Evropský rok bezpečnosti, hygieny a ochrany zdraví při práci  |        |
| 1991 | Žádný                                                         |        |
| 1990 | Evropský rok cestovního ruchu                                 |        |
| 1989 | Evropský rok zvyšování informovanosti o rakovině              |        |
| 1988 | Evropský rok filmu a televize                                 |        |
| 1987 | Evropský rok životního prostředí                              |        |
| 1986 | Evropský rok bezpečnosti silničního provozu                   |        |
| 1985 | Evropský rok hudby                                            |        |
| 1984 | Evropský rok pro Evropu občanů                                |        |
| 1983 | Evropský rok malých podniků a řemeslné výroby                 |        |